# Pseudomocena
Pseudomocena är ett släkte av fjärilar. Pseudomocena ingår i familjen snigelspinnare.
Kladogram enligt Catalogue of Life:
| Pseudomocena | \| \| Pseudomocena albens \| \| \| \| \| \| Pseudomocena andobo \| \| \| \| \| \| Pseudomocena difficilis \| \| \| \| |
|              | \| \| Pseudomocena albens \| \| \| \| \| \| Pseudomocena andobo \| \| \| \| \| \| Pseudomocena difficilis \| \| \| \| |
|              | Pseudomocena albens                                                                                                   |
|              | |
|              | Pseudomocena andobo                                                                                                   |
|              | |
|              | Pseudomocena difficilis                                                                                               |
|              | |